# Cyanimid

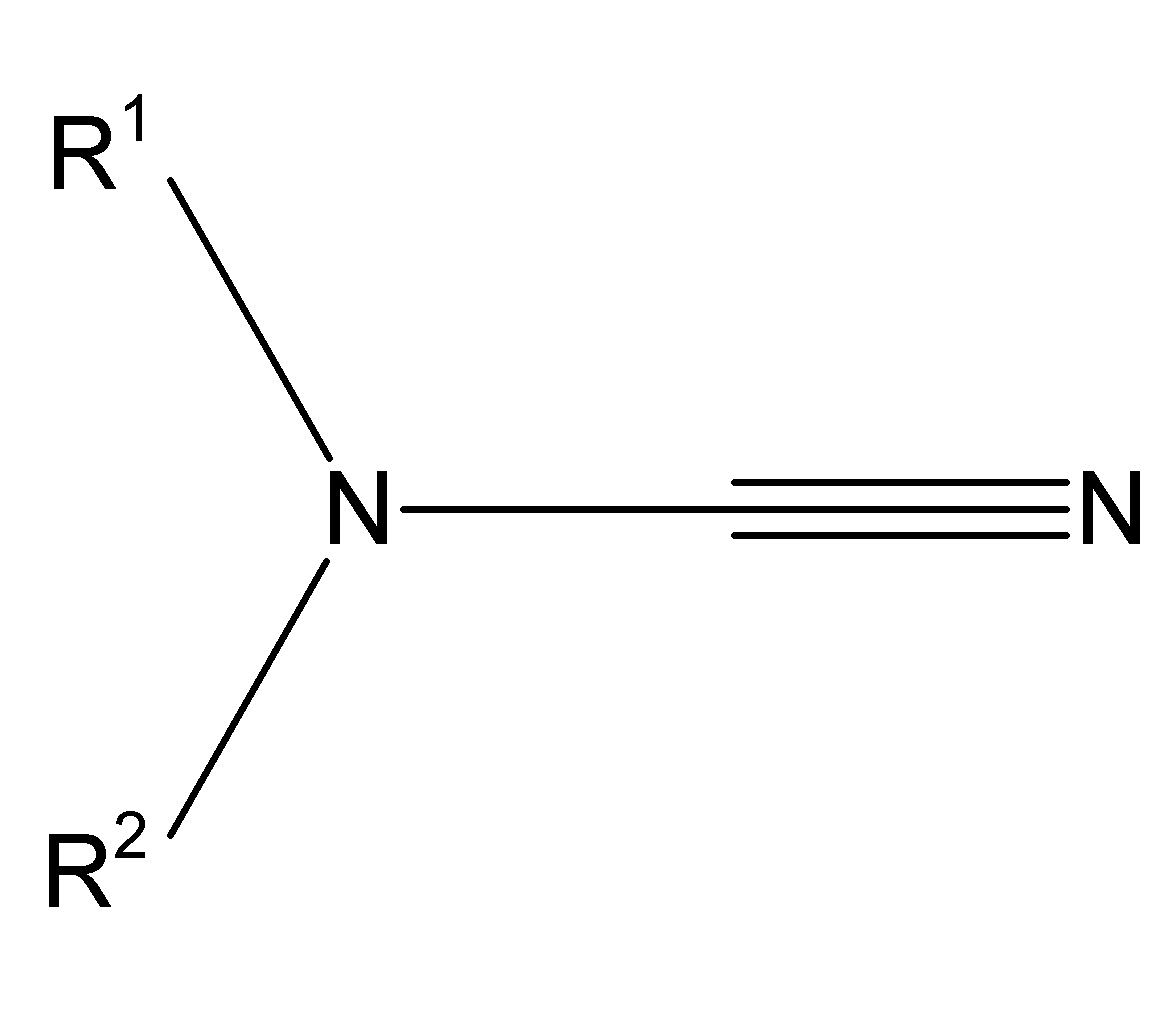

Cyanimider, R1R2N(CN), är en funktionell grupp inom organisk kemi. De kan ses som cyanosubstituerade sekundära aminer och är därmed derivat av cyanamid.